# Giovan Battista Ferrini
Giovan Battista Ferrini (* um 1601 in Rom; † 14. November 1674 ebenda) war ein italienischer Organist, Cembalist und Komponist.

## Leben
Giovan Battista Ferrini war von 1619 bis 1623 Organist an der Kirche San Luigi dei Francesi in Rom, danach spätestens ab 1628 an Santa Maria in Vallicella (Chiesa Nuova). Im Mai 1653 wurde er mit einer monatlichen Rente von 2 Scudi in den Ruhestand versetzt, spielte aber die verbleibenden rund 20 Jahre seiner Karriere weiterhin an San Luigi, der Chiesa Nuova, sowie weiteren römischen Kirchen wie dem Oratorium des hl. Philipp Neri, Santa Maria Maggiore oder dem Petersdom.
Ferrini galt als Spezialist für das Continuo-Spiel, was ihm den Beinamen detto della spinetta einbrachte. Sein kompositorisches Werk, von dem nur ein Bruchteil überliefert sein dürfte, weist ihn als Vertreter der Seconda pratica aus.

## Werke
- Composizioni per Organo o Clavicembalo[1]
- Il sogno di Scipione, Kantate[2]
- 3 Sinfonie a-Moll,[3] G-Dur,[4] d-Moll[5]